# Profluralin
Profluralin ist eine chemische Verbindung aus der Gruppe der Dinitrotoluidine und Dinitroaniline.

## Gewinnung und Darstellung
Profluralin kann durch mehrstufige Reaktion von Cyclopropancarbonylchlorid mit Propylamin, Lithiumaluminiumhydrid und 3,5-Dinitro-4-chlorbenzotrifluorid (DTFB) gewonnen werden.

## Verwendung
Profluralin wurde als Vorauflaufherbizid verwendet. Die Wirkung beruht auf der Hemmung der Bildung von Mikrotubuli.

## Zulassung
Der Wirkstoff Profluralin steht nicht auf der Liste der in der EU zulässigen Wirkstoffe von Pflanzenschutzmitteln. In Deutschland, Österreich und der Schweiz ist kein Pflanzenschutzmittel zugelassen, das Profluralin enthält.